# Округ Фјер
Фјер (алб. Qarku Fier) један је од 12 округа Албаније. Налази се у Јужној Албанији, а главни град округа је Фјер.